# Kalmelaid
Kalmelaid ist eine unbewohnte Insel, 20 Meter von der größten estnischen Insel Saaremaa entfernt. Die Insel liegt in der Landgemeinde Saaremaa im Kreis Saare. Sie liegt in der Bucht Kiudu lõpp im Kahtla-Kübassaare hoiuala.
Kalmelaid ist 340 Meter lang und 210 Meter breit.